# Bet Lechem ha-Gelilit
Bet Lechem ha-Gelilit (hebr. ‏בית לחם הגלילית‎, Beit Lehem HaGlilit; ang. Bet Lehem HaGelilit) – moszaw położony w Samorządzie Regionu Emek Jizre’el, w Dystrykcie Północnym, w Izraelu.

## Położenie
Moszaw Bet Lechem ha-Gelilit jest położony na wysokości od 150 do 180 metrów n.p.m. na stokach wzgórz zamykających od północnego zachodu intensywnie użytkowaną rolniczo Dolinę Jezreel w Dolnej Galilei, na północy Izraela. Zbocza wzgórz są porośnięte lasami. Stoki opadają w kierunku południowo-wschodnim. Na południe od osady płyną strumienie Betlejem i Nahalal. W jego otoczeniu znajdują się miasteczka Basmat Tab’un, Ka’abije-Tabbasz-Hajajre, Zarzir i Ramat Jiszaj, moszawy Allone Abba, Bet Sze’arim, oraz arabska wioska Manszija Zabda.
Bet Lechem ha-Gelilit jest położony w Samorządzie Regionu Emek Jizre’el, w Poddystrykcie Jezreel, w Dystrykcie Północnym Izraela.

## Historia
Starożytna osada żydowska Betlejem, która była położona w Galilei, jest wspominana w Biblii jako miasto należące do pokolenia Zabulona. Biblijny sędzia Ibsan pochodził z tego miasta i tam też został pochowany. Zbieżność nazwy z miastem Betlejem położonym w Judei powodowała liczne pomyłki. Z tego powodu wprowadzono odmienne nazwy dla obu miejscowości: „Betlejem na terytorium Judy” i „Betlejem na terytorium Zabulona”. Istnieją dowody historyczne, że Betlejem w Galilei było zamieszkane przez społeczność żydowską po wojnie żydowsko-rzymskiej (66–73). Jest ono także wspominane w tekstach Talmudu i Miszny, które wymieniają je jako „Betlejem Sur”, ponieważ należało do ziem miasta Tyr (nazywanego Sur). W kolejnych latach nastąpiła zmiana mieszkańców z żydowskich na chrześcijan. Osada została zniszczona około 637 roku w wyniku najazdu arabskiego.
W 1906 roku w miejscu tym powstała wioska Betlejem Galiläa (pol. Betlejem Galilei), którą założyli członkowie niemieckiej grupy chrześcijańskiej Templers (niem. Tempelgesellschaft). Wywodziła się ona z Ewangelickiego Kościoła Unii Staropruskiej, jednak jej członkowie odrzucali Trójcę Świętą, nie uznawali boskości Chrystusa i nie przyjmowali sakramentów. Z tych powodów, w samym Cesarstwie Niemieckim grupa Templers była uznawana za sektę. Pomimo to, osiedlający się w Palestynie templariusze zyskali znaczące wsparcie finansowe i ideologiczne niemieckich luteran i kościołów ewangelicko-unijnych. W ten sposób, w Hajfie mieszkały obok siebie dwie zwaśnione grupy niemieckich ewangelików. Między nimi narastała wzajemna nieufność i pojawiały się liczne spory. To właśnie te czynniki, wraz ze wzrostem urbanizacji i liczby mieszkańców Hajfy, skłonił niektórych członków tej społeczności do wyprowadzenia się na wieś i szukania nowego miejsca zamieszkania. Bank kredytowy społeczności ewangelickiej w Hajfie (Gemeinde Haifa GmbH) wyłożył pieniądze na wykupienie gruntów, a następnie refinansowało ją w całości stowarzyszenie wspierające rozwój niemieckiej kolonizacji w Palestynie ze Stuttgartu (Stuttgarter Gesellschaft zur Förderung der deutschen Ansiedlungen in Palästina). Dzięki temu w 1906 roku powstała osada Betlejem Galiläa, a rok później w jej sąsiedztwie Waldheim (obecnie moszaw Allone Abba). W grudniu 1913 roku obie osady (Betlejem Galiläa i Waldheim) założyły wspólną spółdzielnię mleczarską i utrzymywały duże stado bydła. Pasteryzowane mleko dostarczano do Hajfy.

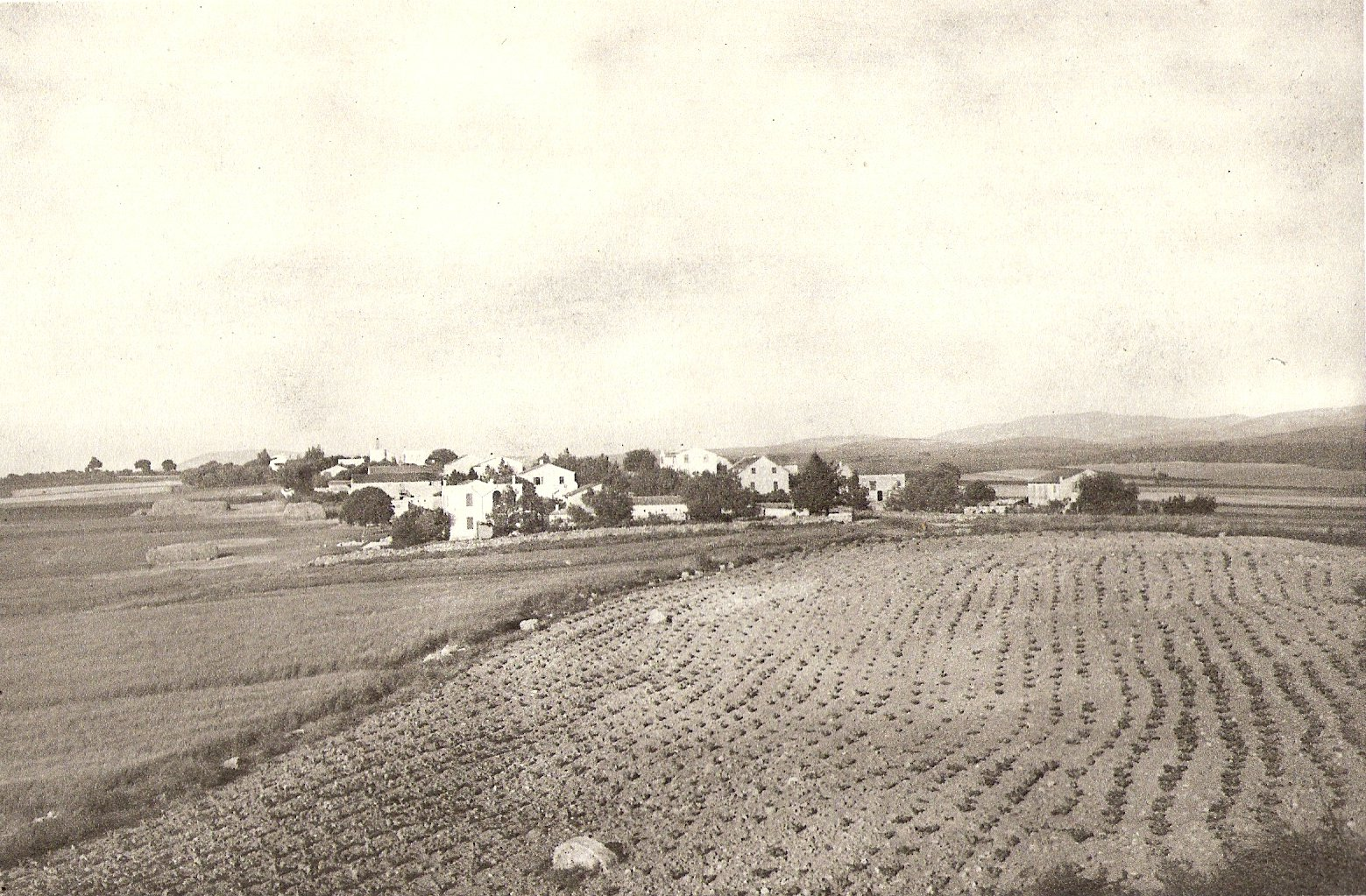
Widok na Betlejem Galiläa, około 1925 r.

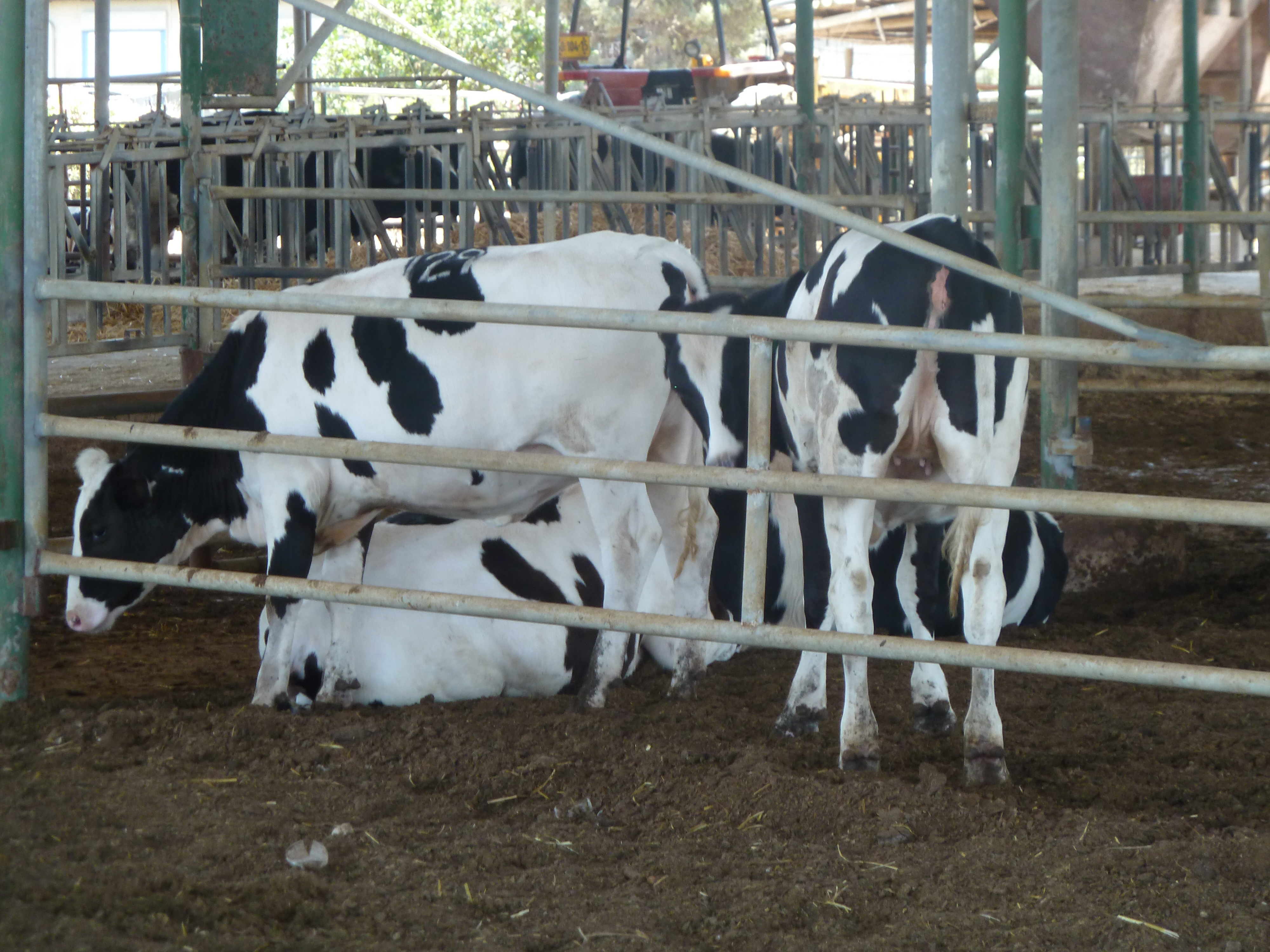
Ferma bydła w moszawie

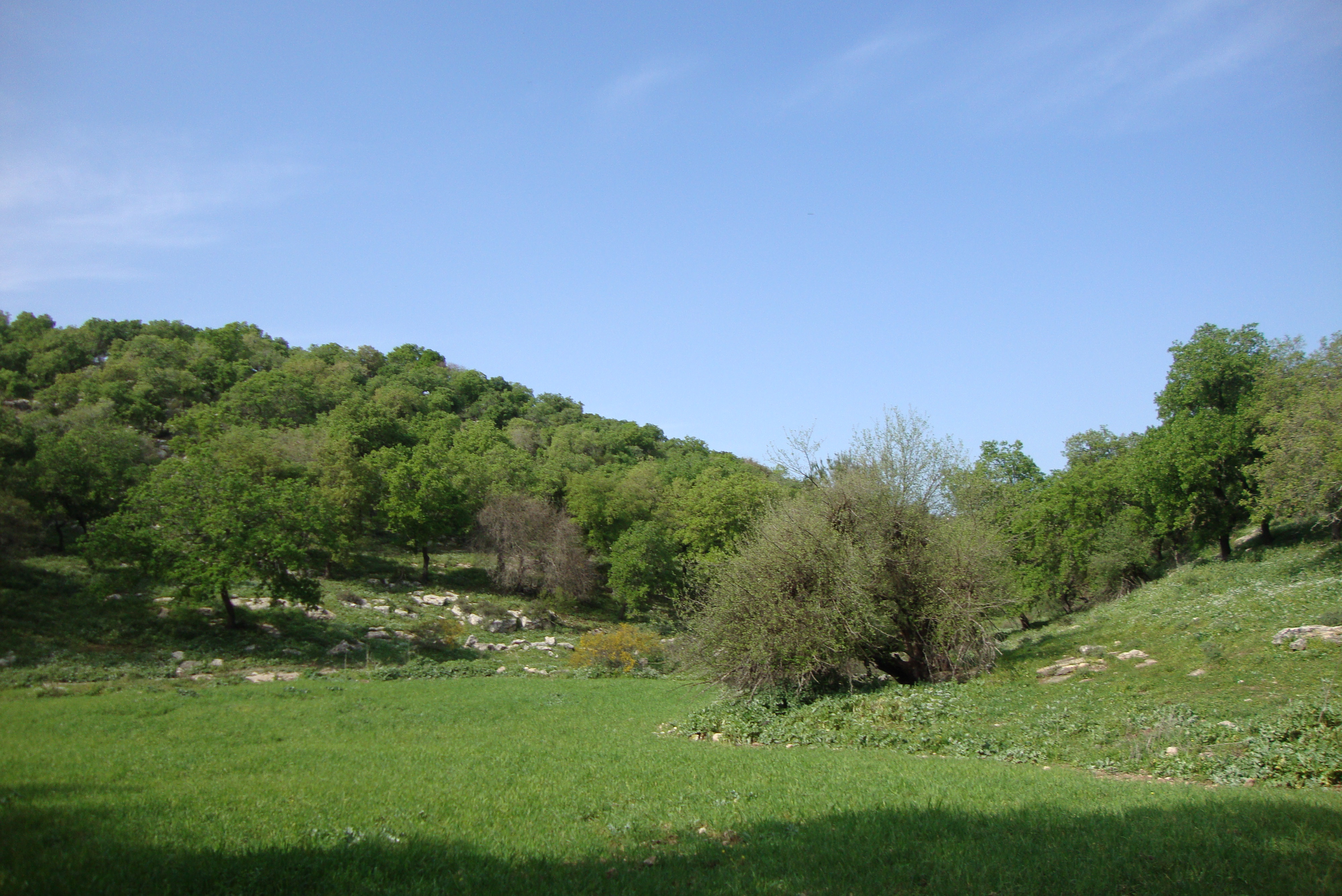
Rezerwat przyrody Allone Abba

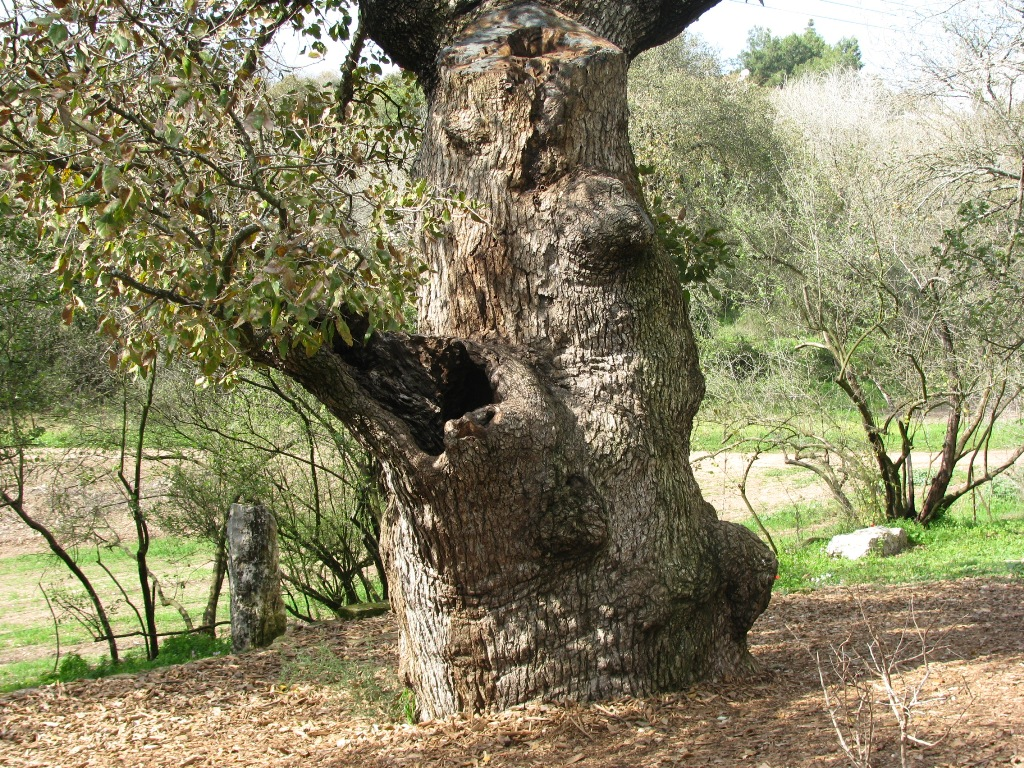
Stare drzewa przy moszawie

W wyniku I wojny światowej w 1918 roku cała Palestyna przeszła pod panowanie Brytyjczyków, którzy w 1922 roku formalnie utworzyli na tym obszarze Mandat Palestyny. Władze brytyjskie z nieufnością podchodziły do mieszkańców Betlejem Galiläa i Waldheim, ponieważ wszyscy oni posiadali obywatelstwo niemieckie (podczas I wojny światowej Niemcy należały do państw centralnych walczących z ententą). Pomimo to, nie stwarzano żadnych większych trudności w dalszej egzystencji tych osad. Sytuacja zaczęła się zmieniać wraz ze wzrostem popularności narodowego socjalizmu i powstaniem w 1933 roku III Rzeszy. Rok wcześniej, niemiecka partia nazistowska zaczęła zakładać swoje pierwsze sekcje w Palestynie. Niektórzy z mieszkańców Waldheim również dołączyli do NSDAP, okazując w ten sposób swoje odejście od ideałów ewangelickich (w sierpniu 1939 r. około 17% Niemców w Palestynie deklarowało się jako członkowie NSDAP). Po rozpoczęciu się jesienią 1939 roku II wojny światowej, wszyscy Niemcy w Palestynie zostali uznani przez brytyjskie władze za cudzoziemców i wrogów. Osady Betlejem Galiläa, Waldheim, kolonia Sarona w Tel Awiwie i Wilhelma zostały przekształcone w obozy dla internowanych. Latem 1941 roku grupę 665 Niemców (osoby młode i dzieci) deportowano do Australii. Jednak wielu Niemców było zbyt starych lub zbyt chorych na tak daleką podróż. Również niemieccy ewangelicy odmówili wyjazdu do Australii. Pozostali oni więc w swoich osadach, i przy wsparciu internowanych Włochów i Węgrów utrzymywali produkcję rolniczą, sprzedając nadwyżki na rynku. W grudniu 1941 roku, a następnie w 1942 roku władze brytyjskie deportowały z Mandatu Palestyny kolejnych 400 Niemców (głównie kobiety i dzieci). Poprzez Turcję dotarli oni do okupowanej przez Niemców Grecji i dalej do III Rzeszy. Po zakończeniu wojny, z obozów uwolniono internowanych Włochów i Węgrów. Jednak Brytyjczycy odmówili repatriacji pozostałych Niemców do brytyjskiej strefy okupacyjnej w Niemczech, ponieważ była ona zalana setkami tysięcy uchodźców wojennych. Ponadto, większość z internowanych nie chciała powracać do Niemiec. W 1947 roku władze brytyjskie umożliwiły im na wyemigrowanie do Australii.
W poszukiwaniu skutecznego rozwiązania narastającego konfliktu izraelsko-arabskiego w dniu 29 listopada 1947 roku została przyjęta Rezolucja Zgromadzenia Ogólnego ONZ nr 181. Zakładała ona między innymi, że osada Betlejem Galiläa miał znaleźć się w granicach nowo utworzonego państwa żydowskiego. Arabowie odrzucili tę Rezolucję i dzień później doprowadzili do wybuchu wojny domowej w Mandacie Palestyny. Na samym jej początku siły Arabskiej Armii Wyzwoleńczej zajęły pobliskie wioski i sparaliżowały żydowską komunikację w regionie. W dniu 17 kwietnia 1948 roku do opuszczonej osady Betlejem Galiläa wkroczyli żołnierze żydowskiej organizacji paramilitarnej Hagana . W sąsiedniej osadzie Waldheim przebywali jeszcze Niemcy, którzy zostali pośpiesznie przewiezieni na wyspę Cypr.
Współczesny moszaw założyli w 1948 roku imigranci z Austrii. Byli to ocaleni z Holocaustu Żydzi.

## Demografia
Większość mieszkańców moszawu jest Żydami, jednak nie wszyscy identyfikują się z judaizmem. Tutejsza populacja jest świecka:

## Gospodarka i infrastruktura
Gospodarka moszawu opiera się na intensywnym rolnictwie. Na południe od moszawu znajduje się zbiornik retencyjny wody, wykorzystywanej dla potrzeb rolnictwa. Jest tu także duża obora bydła mlecznego. Znaczną część dochodów stanowią wpływy z obsługi ruchu turystycznego. Część mieszkańców pracuje poza moszawem. W moszawie jest przychodnia zdrowia, sklep wielobranżowy i warsztat mechaniczny.

## Transport
Z moszawu wyjeżdża się na zachód drogą nr 7513, którą dojeżdża się do moszawu Allone Abba. Jadąc dalej na południowy zachód dojeżdża się do kibucu Allonim i dalej do skrzyżowania z drogą nr 75.

## Edukacja  i kultura
Moszaw utrzymuje przedszkole. Starsze dzieci są dowożone do szkoły podstawowej w miejscowości Ramat Jiszaj i szkoły średniej w moszawie Nahalal. W moszawie znajduje się ośrodek kultury z biblioteką, basen pływacki, sala sportowa z siłownią oraz boisko. Jest tu także najstarsza w Izraelu szkoła przetrwania.

## Turystyka
Na terenie moszawu znajdują się stare zabudowania dawnej niemieckiej osady Betlejem Galiläa. W centrum zachowały się wille niemieckich osadników z początku XX wieku. W moszawie znajdują się domki noclegowe do wynajęcia. W 1994 roku na sąsiednich wzgórzach położonych na zachód od moszawu, utworzono Rezerwat przyrody Allone Abba. Chroni on unikatowy zespół leśny dębów, a także pistacji, szarańczyn strąkowych i judaszowców. Większa część rezerwatu jest otwarta dla wypasu bydła z moszawu. Po okolicy wytyczono liczne trasy wycieczkowe, a w moszawie znajduje się wypożyczalnia rowerów.

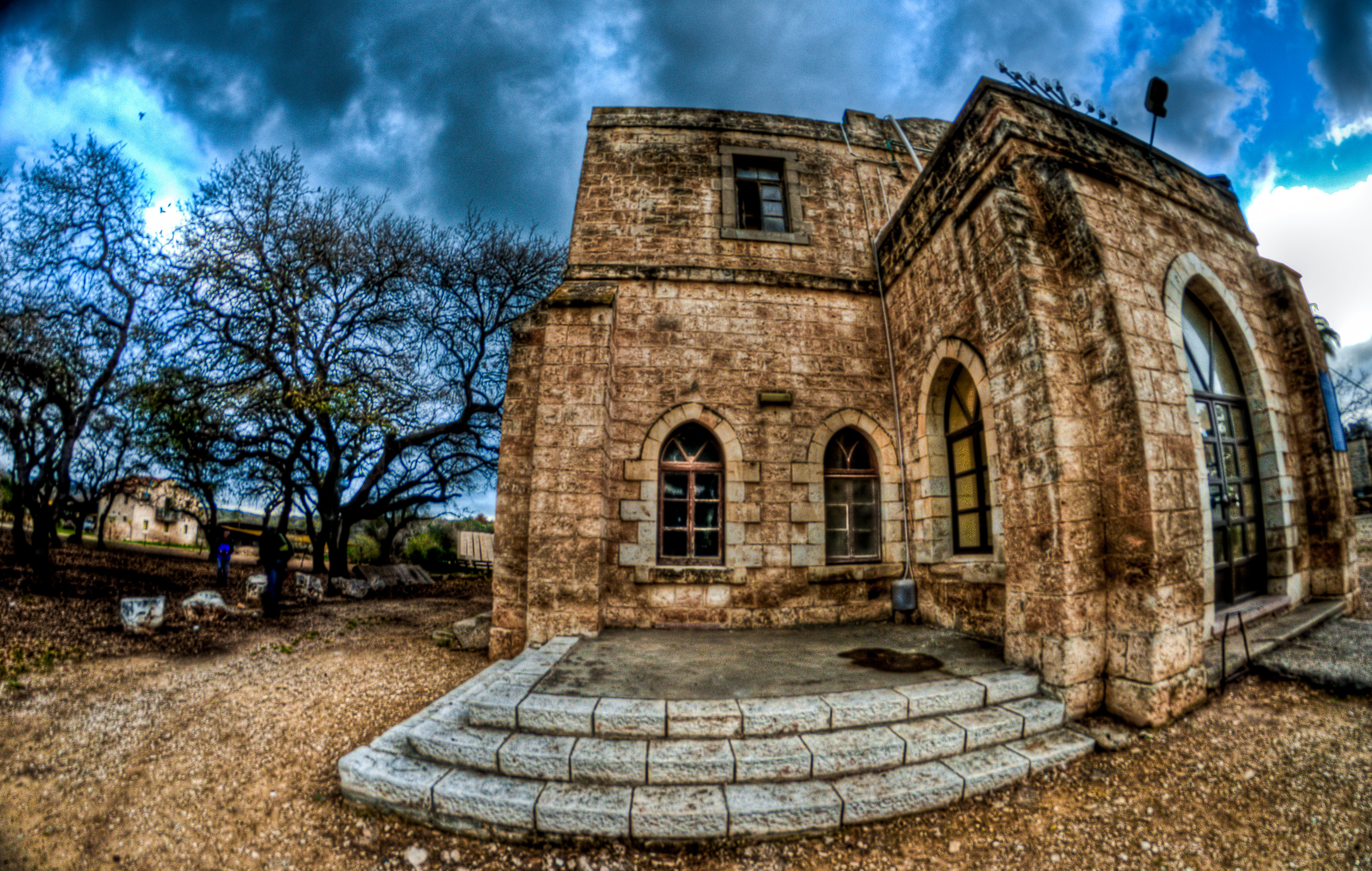
Stare zabudowania dawnej niemieckiej osady Betlejem Galiläa